# Kišar
Kišar je božica majka Zemlje u babilonskoj mitologiji.
Ona je kćer boga Lahmua i njegove sestre-žene Lahame, a sama se također udala za svog brata - Anšara. Njezini su baka i djed Tiamat i Apsu. Kišar je majka Anua i Ki.